# Dubravčani
Dubravčani – wieś w Chorwacji, w żupanii karlowackiej, w gminie Netretić. W 2011 roku liczyła 243 mieszkańców.